# غاريث وليامز (لاعب اتحاد الرغبي)
غاريث وليامز (بالإنجليزية: Gareth Williams)‏ هو لاعب اتحاد الرغبي بريطاني، ولد في 7 مارس 1988 في نيث ‏ في المملكة المتحدة.